# ناثان بيدفورد فورست الثالث
ناثان بيدفورد فورست الثالث (بالإنجليزية: Nathan Bedford Forrest III)‏ هو عسكري أمريكي، ولد في 7 أبريل 1905 في ممفيس في الولايات المتحدة، وتوفي في 13 يونيو 1943 في كيل في ألمانيا.